# Room to Read
Die gemeinnützige Organisation Room to Read mit Sitz in San Francisco wurde im Jahr 2000 von dem Amerikaner John Wood gegründet.

## Gründung
John Wood war lange Jahre als Top-Manager bei Microsoft beschäftigt. Eine Reise nach Nepal hat Wood Ende der 1990er Jahre dazu veranlasst, seinen Job bei Microsoft zu kündigen und sich der Entwicklungshilfe zuzuwenden.

„Wir wissen, wie man Geld dazu bringt, sich nicht mehr zu langweilen. Geld auf der Bank zu haben, ist kein Spaß. Spaß ist es, damit eine Schule zu gründen.“

## Organisation
Die Organisation wird von Wood wie ein Wirtschaftsunternehmen straff organisiert und nach dem Motto „It is all about results“ (dt. „Es zählen nur Resultate“) geführt. Projekte werden wie Business behandelt – mit messbaren Resultaten. Die Organisation selbst ist schlank aufgebaut und hat nach eigenen Angaben einen Verwaltungsaufwand von ca. 17 Prozent der Spendensumme. Spender werden bei Room to Read wie Investoren betrachtet und damit Projekte ermöglicht, die direkt zeigen, was mit den Spenden bei Room to Read realisiert wird.
Ein Drittel aller Spenden werden weltweit von über 7.500 Freiwilligen gesammelt, die sich in 52 Room to Read Chapters organisieren.

### Ziele
Das Ziel ist es, Kindern frühzeitig den Zugang zu Schulen und Büchern zu ermöglichen. Room to Read ist überzeugt, dass durch Bildung die wirtschaftlichen und gesellschaftlichen Bedingungen von Familien, Gemeinden, Ländern und zukünftigen Generationen verbessert werden können. Bis zum Jahr 2015 will Room to Read zehn Millionen Kindern in Entwicklungsländern Zugang zu Bildung verschaffen.

### Bereiche
Die Organisation arbeitet in neun Entwicklungsländern (Nepal, Vietnam, Kambodscha, Laos, Sri Lanka, Indien, Bangladesch, Südafrika und Sambia) mit Gemeinden vor Ort zusammen, um solide Bildungsangebote zu initiieren. Dazu gehört der Bau von Bibliotheken und Schulen, das Verlegen von Kinderbüchern in den jeweiligen Landessprachen sowie die Vergabe von Schülerstipendien für Mädchen. Der ganzheitliche und vielschichtige Ansatz von Room to Read hilft den Kindern, eine fundierte Bildung zu erhalten, von der sie ein Leben lang profitieren werden.

## Bisherige Ergebnisse
- Errichtung von 1.442 Schulbauten
- Erstellung von 11.246 Bibliotheken
- 9,4 Millionen neue Kinderbücher in 22 Sprachen publiziert. Vier davon sind Minderheitensprachen
- 10.590 Mädchen nehmen am Mädchen-Stipendienprogramm teil
- 149 Mädchen haben das Stipendienprogramm erfolgreich abgeschlossen

## Auszeichnungen
Neben zahlreichen Preisen wie den Sand Hill Group Foundation Social Entrepreneurship Award und den Time Asia Heroes Award hat die Organisation vier Jahre hintereinander den Social Capitalist Award gewonnen.

## Bücher
- John Wood: Creating room to read, New York 2014, Penguin[5]
- John Wood: Von Microsoft in den Himalaya, Hamburg 2008[6]